# Idols Backstage
Idols Backstage is een televisieprogramma dat de mensen een kijkje geeft achter de schermen van de talentenjacht Idols. Het programma is tussen de Liveshows en de uitslag van Idols te zien op de commerciële zender RTL 5. Na de Liveshows van 20:00 tot 21:30 kunnen mensen overschakelen van RTL 4 naar RTL 5. De eerste twee seizoenen werden uitgezonden op Yorin.

## Het programma
In het backstageprogramma wordt gekeken achter de schermen, in de kleedkamers van de kandidaten en wordt er met de jury gesproken. Ook de zogeheten Kijkersminuut geeft de kijkers een gelegenheid vragen te stellen over het programma Idols. Ook is er elke zaterdagavond een wedstrijd voor de best geklede persoon in de studio. Die krijgt kaarten voor de Finale. Ook kan er een eventuele tussenstand bekend worden gemaakt.